# Сен-Феликс-Лораге
Сен-Фели́кс-Лораге́ (фр. Saint-Félix-Lauragais, окс. Sant Felitz de Lauragués) — коммуна во Франции, находится в регионе Юг — Пиренеи. Департамент — Верхняя Гаронна. Входит в состав кантона Ревель. Округ коммуны — Тулуза.
Код INSEE коммуны — 31478.

## География

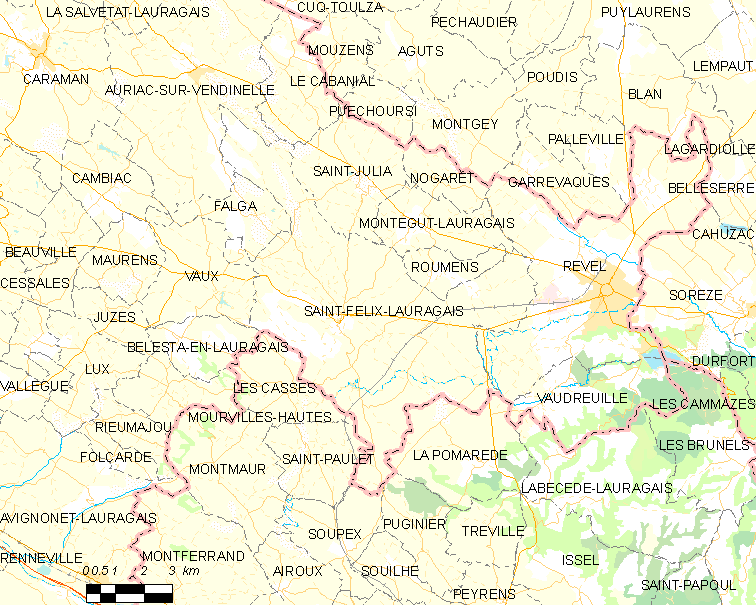
Карта коммуны

Коммуна расположена приблизительно в 610 км к югу от Парижа, в 40 км к юго-востоку от Тулузы.
По территории коммуны протекают реки Лодо и Вендинель.

## Климат
Климат умеренно-океанический. Зима мягкая и снежная, весна характеризуется сильными дождями и грозами, лето сухое и жаркое, осень солнечная. Преобладают сильные юго-восточные и северо-западные ветры.

## Население
Население коммуны на 2010 год составляло 1336 человек.
| 1962 | 1968 | 1975 | 1982 | 1990 | 1999 | 2010 |
| ---- | ---- | ---- | ---- | ---- | ---- | ---- |
| 1349 | 1192 | 1110 | 1188 | 1177 | 1305 | 1336 |

## Администрация
| Период | Период | Фамилия       | Партия | Примечания |
| ------ | ------ | ------------- | ------ | ---------- |
| 1945   | 1965   | Марсель Деде  |        |            |
| 1965   | 1977   | Реймон Ланжар |        |            |
| 1977   | 1983   | Пьер Фрес     |        |            |
| 1983   | 1989   | Луи Марти     |        |            |
| 1989   | 1995   | Эрве Фабр     |        |            |
| 1995   | 2001   | Юбер Рок      |        |            |
| 2001   | 2020   | Андре Рей     |        |            |

## Экономика
В 2010 году среди 838 человек трудоспособного возраста (15—64 лет) 620 были экономически активными, 218 — неактивными (показатель активности — 74,0 %, в 1999 году было 71,4 %). Из 620 активных жителей работали 538 человек (303 мужчины и 235 женщин), безработных было 82 (37 мужчин и 45 женщин). Среди 218 неактивных 67 человек были учениками или студентами, 88 — пенсионерами, 63 были неактивными по другим причинам.

## Достопримечательности
- Церковь Св. Феликса (XIV век). Исторический памятник с 1920 года[4]
- Дом священника (XV век). Исторический памятник с 1927 года[5]
- Дом рядом с домом приходского священника (XV век). Исторический памятник с 1950 года[6]
- Крытый рынок (XV век). Исторический памятник с 1926 года[7]
- Родной дом композитора Деодата де Северака (XVIII век). Исторический памятник с 1990 года[8]
- Замок Сен-Феликс-Лораге (XIII век). Исторический памятник с 1994 года[9]
- Аварийный водосброс на реке Лодо[фр.] (1761 год). Исторический памятник с 1998 года[10]
- Мост Св. Иоанна (XVII век). Исторический памятник с 1998 года[11]
- Крест на Рыночной площади (XVIII век). Исторический памятник с 1927 года[12]

## Фотогалерея

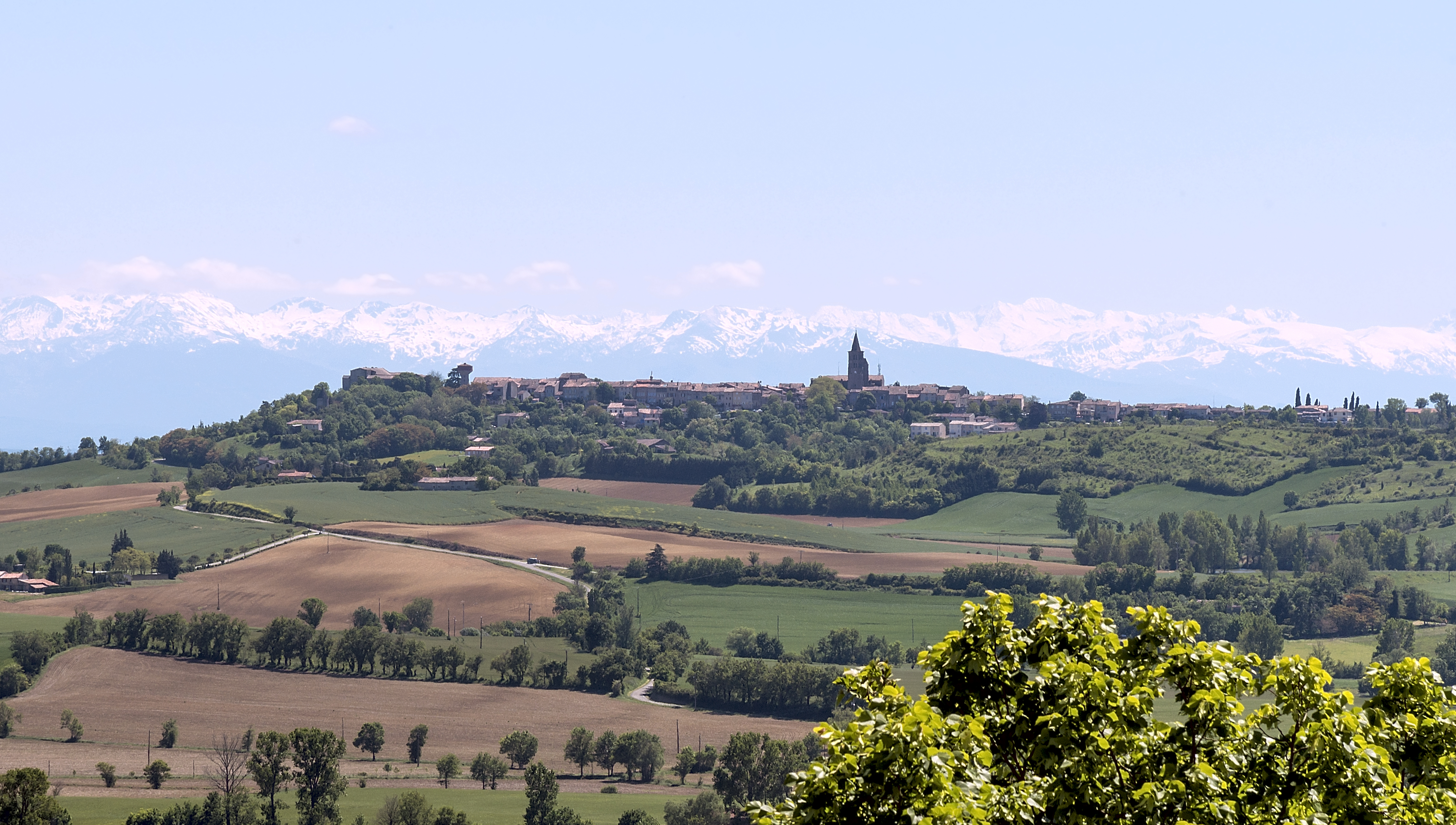
Сен-Феликс-Лораге
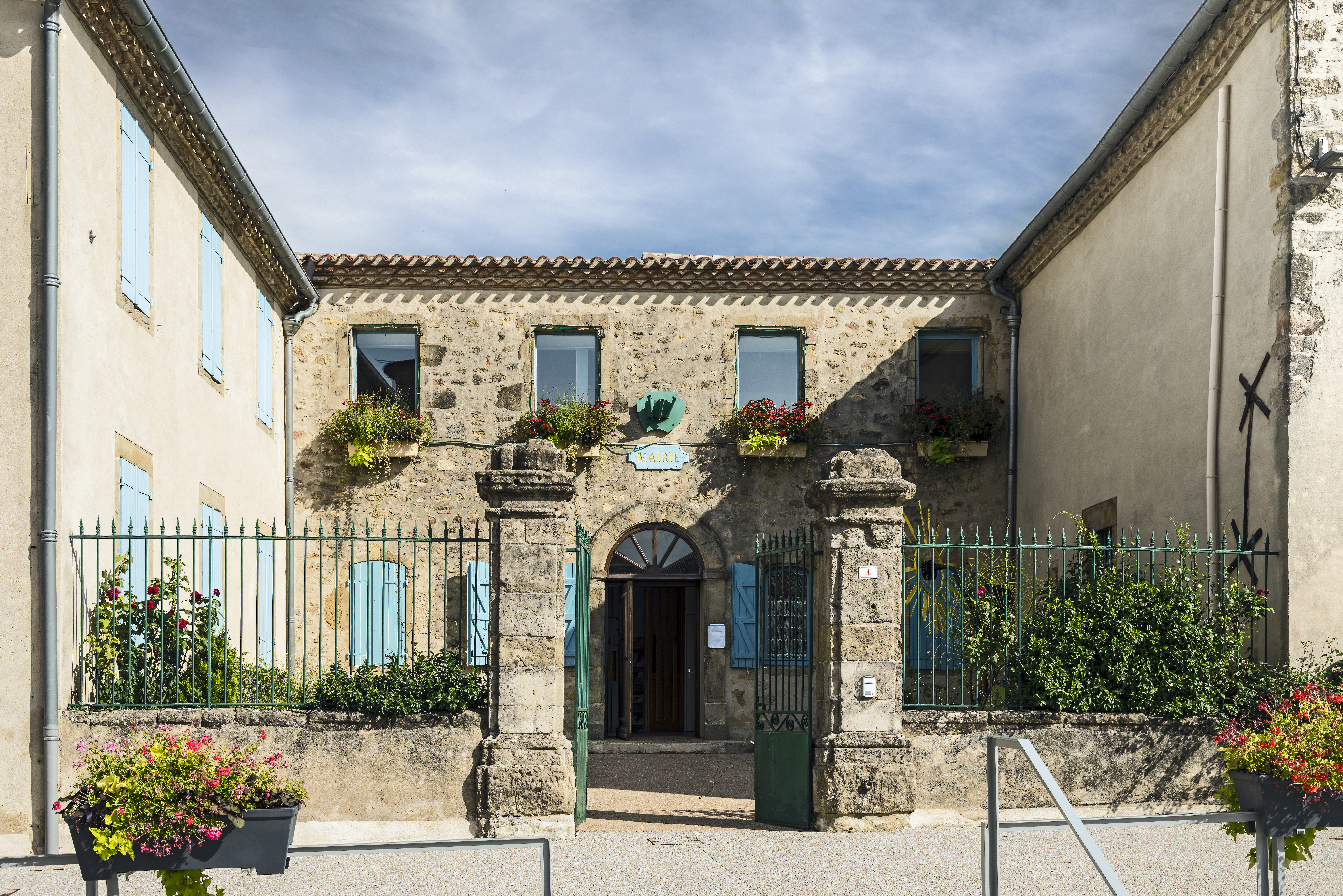
ратуша
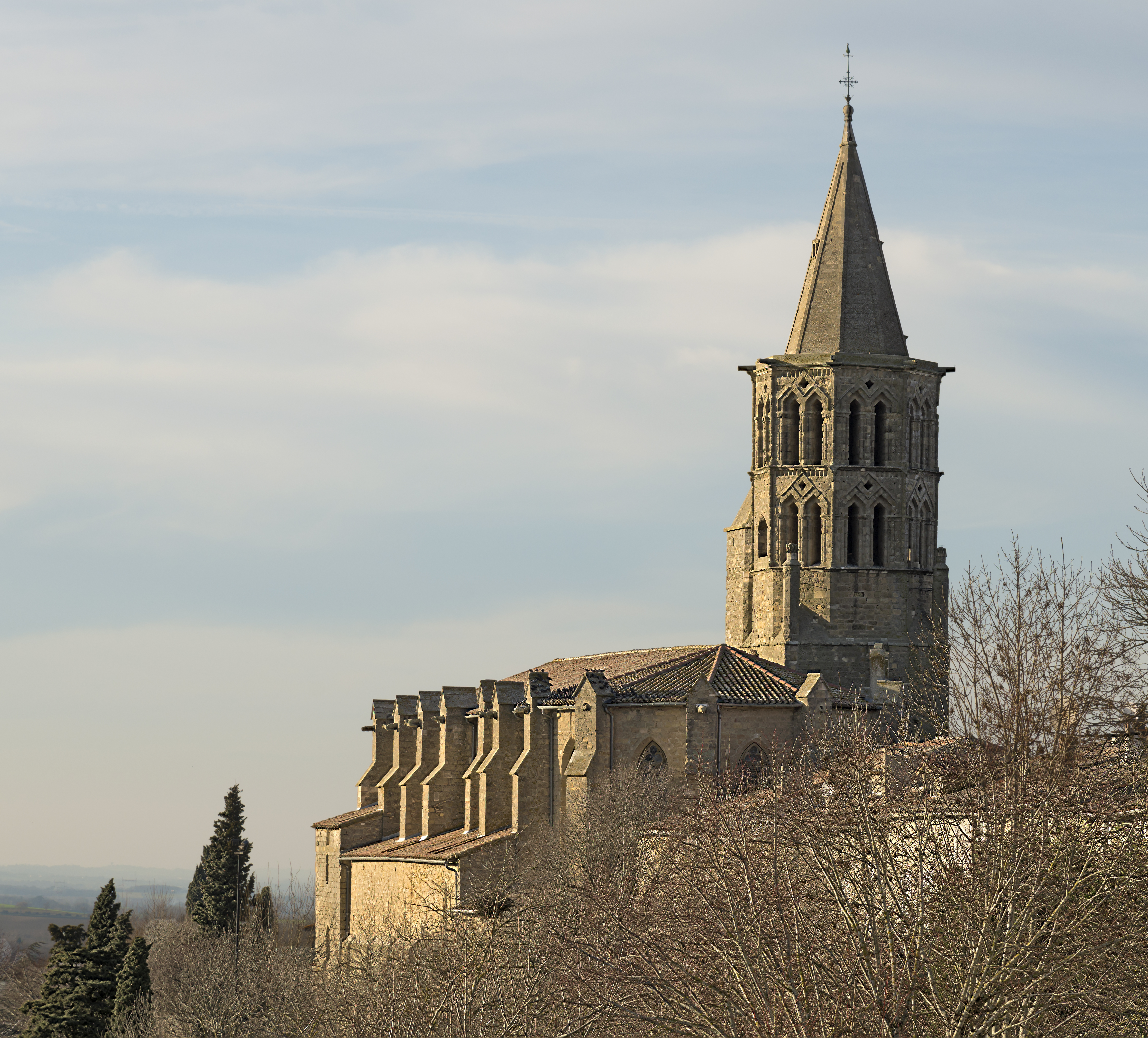
Церковь Св. Феликса
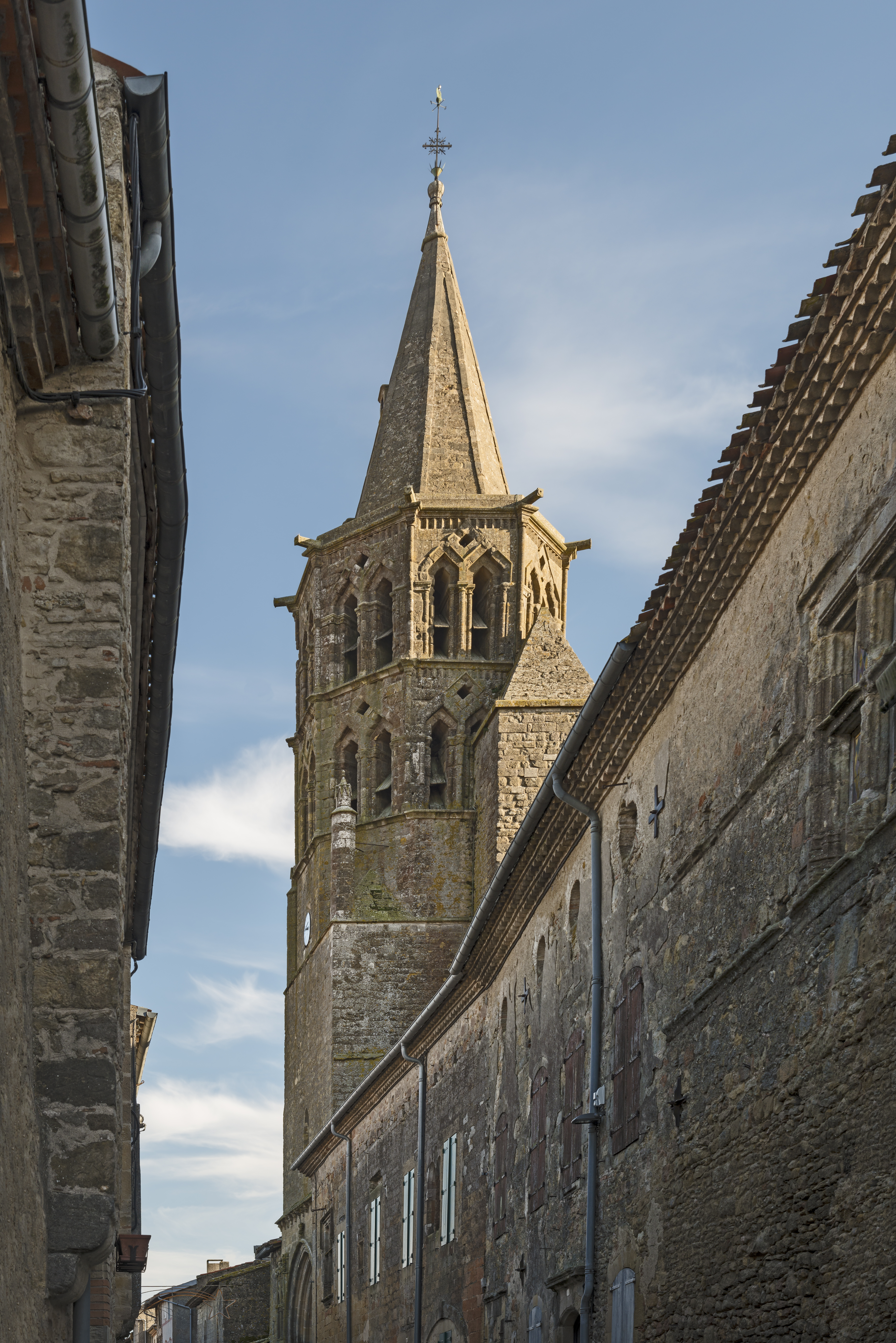
Церковь Св. Феликса
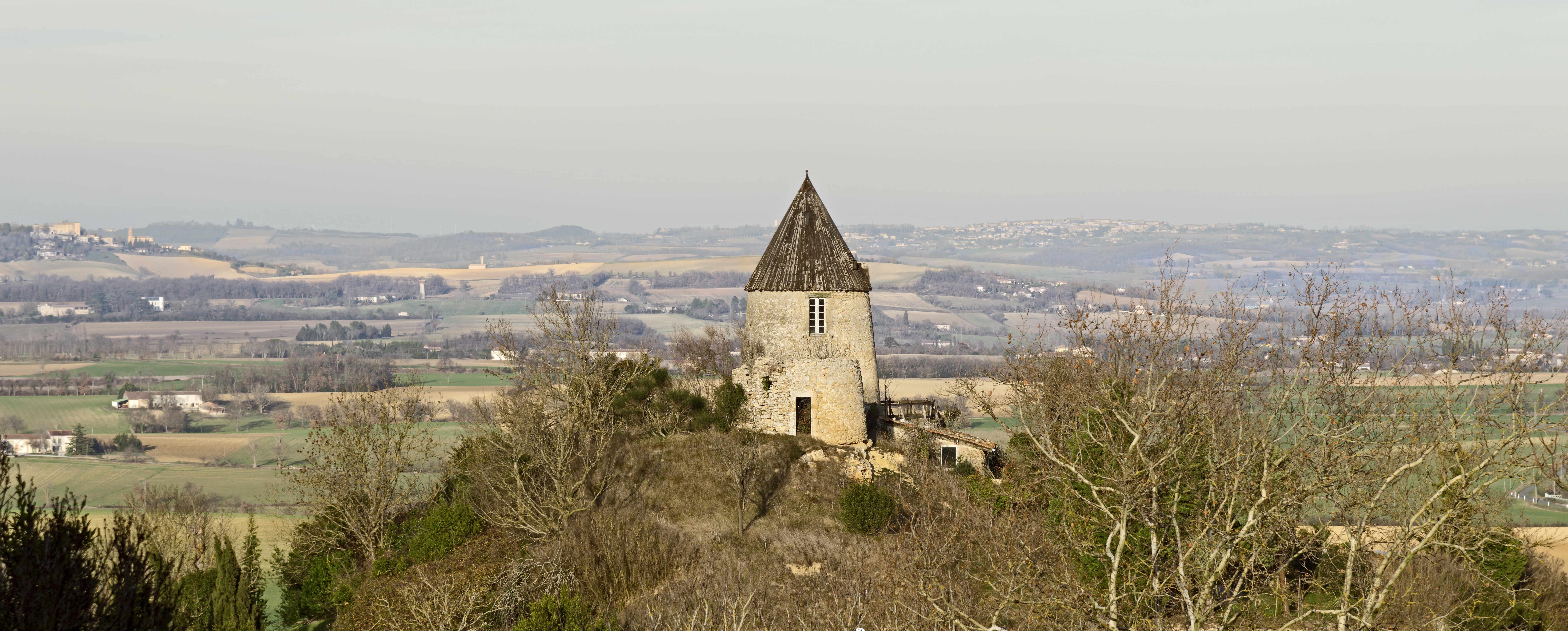
Старые мельницы
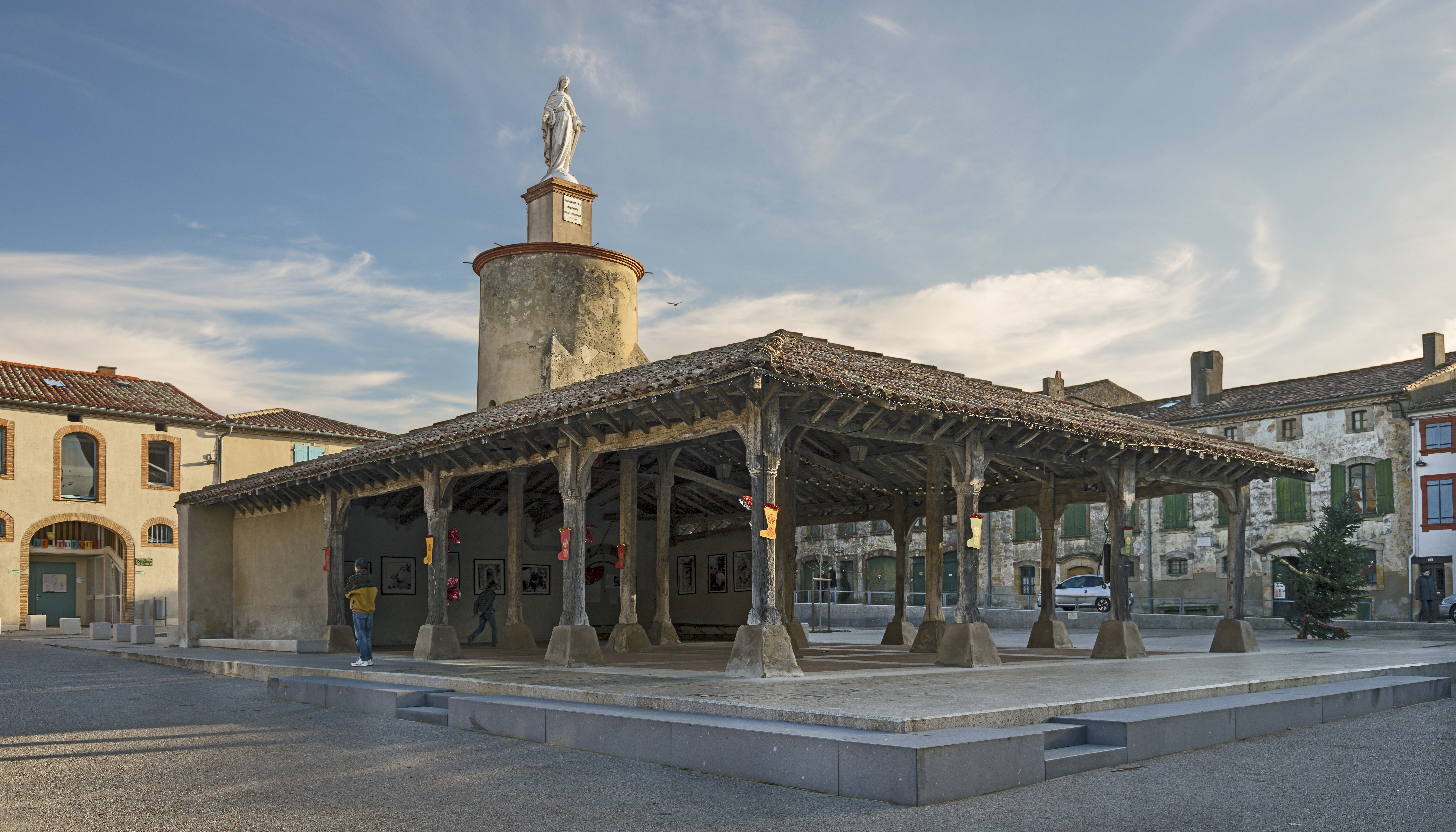
Крытый рынок
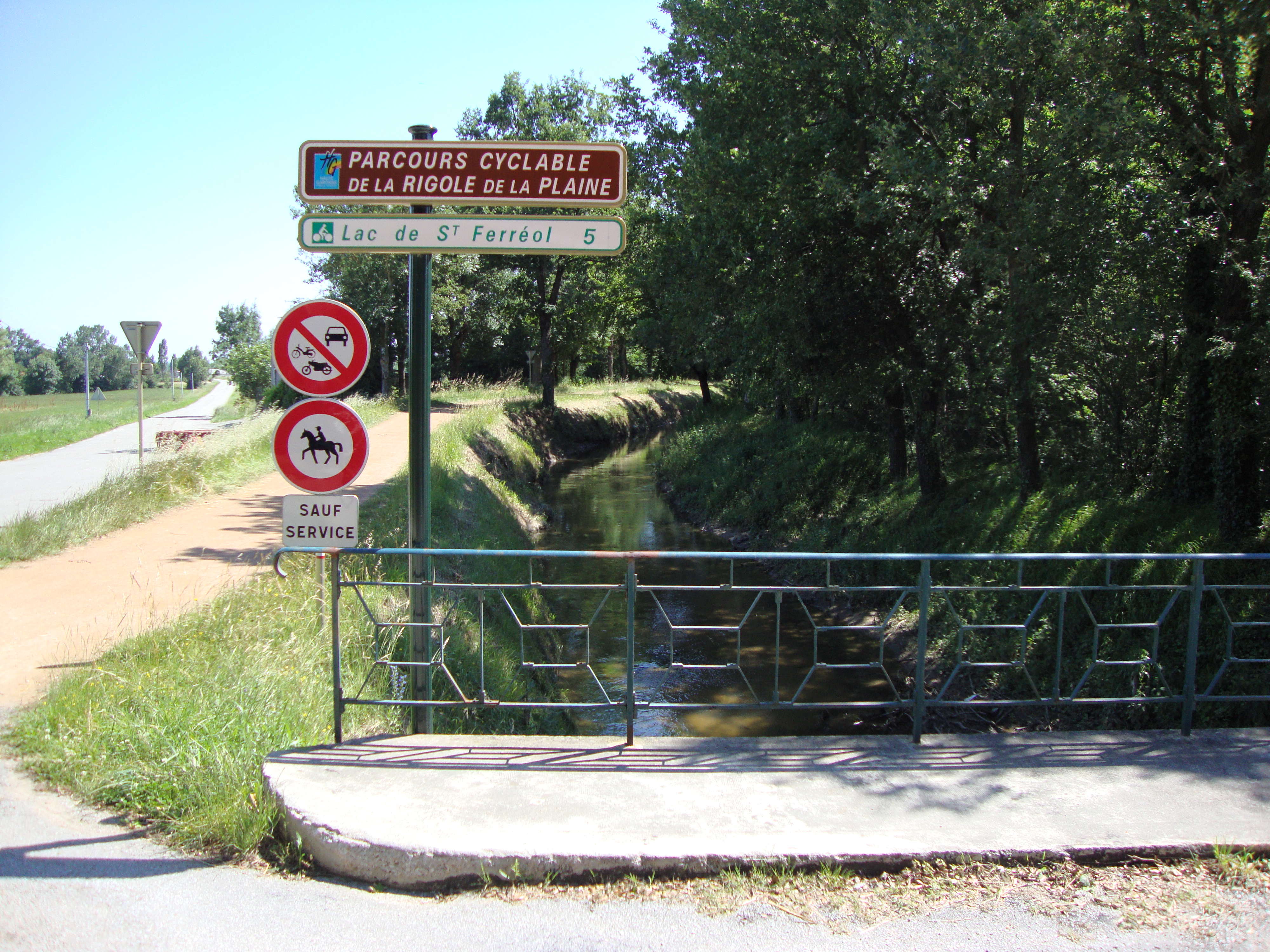
Канал